# Solanum leucopogon
Solanum leucopogon là loài thực vật có hoa trong họ Cà. Loài này được Huber miêu tả khoa học đầu tiên năm 1906.